# Луко
Луко (укр. Луко) — село во Владимирецкой поселковой общине Варашского района Ровненской области Украины.
До 2020 года входило во Владимирецкий район.
Население по переписи 2001 года составляло 383 человека. Почтовый индекс — 34330. Телефонный код — 3634. Код КОАТУУ — 5620882602.